# Richard Kreider
Richard B. Kreider – amerykański fizjolog wysiłku, profesor Uniwersytetu Baylora w Waco (Teksas). 

## Życiorys
Studia licencjackie ukończył w 1984 na Liberty University (Wychowanie Fizyczne i Zdrowie). Tytuł magistra (Master of Science) uzyskał w 1985 na University of Southern Mississippi. Doktoryzował się w 1987 na tej samej uczelni. W 1990 został członkiem American College of Medicine. Był prezesem Amerykańskiego Towarzystwa Fizjologów Wysiłku Fizycznego. Wykładał na macierzystej uczelni, jak również Old Dominion University w Norfolk (Wirginia) i Uniwersytetu w Memphis. W 2002 został kierownikiem Exercise & Sport Nutrition Lab, a także dyrektorem Center for Exercise, Nutrition & Preventive Health na Uniwersytecie Baylora. 

## Publikacje
Opublikował m.in.:
- Overtraining in Sport (1998, współautorstwo),
- Creatine. Power Supplement (1999, współautorstwo),
- Advances in Ketogenic Diets (2019, współautorstwo),
- Essentials of Exercise & Sport Nutrition: Science to Practice (2019, współautorstwo),
- Princípios do Exercício e Nutrição Esportiva da Ciência a Prática (2020, współautorstwo)[1].